# Ursula Schulte
Ursula Schulte (nascida em 9 de agosto de 1952) é uma política alemã do Partido Social Democrata (SPD) que actua como membro do Bundestag pelo estado da Renânia do Norte-Vestfália desde 2013.

## Carreira política
Schulte tornou-se membro do Bundestag nas eleições federais alemãs de 2013. No parlamento, é membro da Comissão de Alimentação e Agricultura e da Comissão da Família, Idosos, Mulheres e Juventude.
Em julho de 2020, Schulte anunciou que não se candidataria às eleições federais de 2021 e renunciaria à política ativa até ao final da legislatura.